# Benthesikyme
Benthesikyme è un genere estinto di pesci ossei, appartenenti agli aulopiformi. Visse nel Cretaceo superiore (Santoniano - Campaniano, circa 85 - 75 milioni di anni fa) e i suoi resti fossili sono stati ritrovati in Europa e in Medio Oriente. 

## Descrizione
Questo pesce era di dimensioni medie, e poteva superare i 30 centimetri di lunghezza. Possedeva un corpo estremamente slanciato e sottile, simile a quello di un'aguglia. Benthesikyme possedeva un rostro allungato e appuntito, dotato di denti aguzzi; erano presenti una fossa temporale coperta e un grande osso palatino dentato. Il mesetmoide era lungo, sottile e appuntito a entrambe le estremità. Il processo ascendente della sinfisi della premascella e il processo articolare della mascella erano scomparsi. 
L'apomorfia più notevole di Benthesikyme riguardava lo scheletro assiale: le prime vertebre addominali erano molto allungate, prive di arco neurale e di emapofisi, e dall'aspetto simile a un collo lungo e sottile. Le vertebre addominali posteriori portavano un solo paio di emapofisi. Gli scudi laterali non coprivano interamente i fianchi.

## Classificazione
Il genere Benthesikyme venne descritto per la prima volta nel 1940 e comprende tre specie: B. armatus del Campaniano di Sendenhorst in Vestfalia (Germania), e B. gracilis e B. rostralis, entrambe dal Santoniano del Libano. Benthesikyme è un rappresentante dei dercetidi, un gruppo di pesci aulopiformi dotati di un corpo estremamente allungato; in particolare, Benthesikyme era strettamente imparentato con Dercetis, il genere tipo del gruppo, con il quale è stato a lungo confuso fino a una ridescrizione del materiale operata da Lous Taverne nel 2005.